# Melle (Allemagne)
Pour les articles homonymes, voir Melle.
Melle est une municipalité de Basse-Saxe, dans l'arrondissement d'Osnabrück, en Allemagne. La municipalité actuelle correspond à la fusion opérée en 1972 de la ville de Melle et de l'ancien district de Melle, dissous.
La municipalité comprend les quartiers de Melle-Mitte, Buer, Bruchmühlen, Gesmold, Neuenkirchen, Oldendorf, Riemsloh et Wellingholzhausen.

## Histoire
| Appartenances historiques Principauté épiscopale d'Osnabrück 1225-1803 Électorat de Brunswick-Lunebourg 1803-1807 Royaume de Westphalie 1807-1811 Empire français (Ems-Supérieur) 1811-1814 Royaume de Hanovre 1814-1866 Royaume de Prusse (Province de Hanovre) 1866-1918 République de Weimar 1918-1933 Reich allemand 1933-1945 Allemagne occupée 1945-1949 Allemagne 1949-présent |

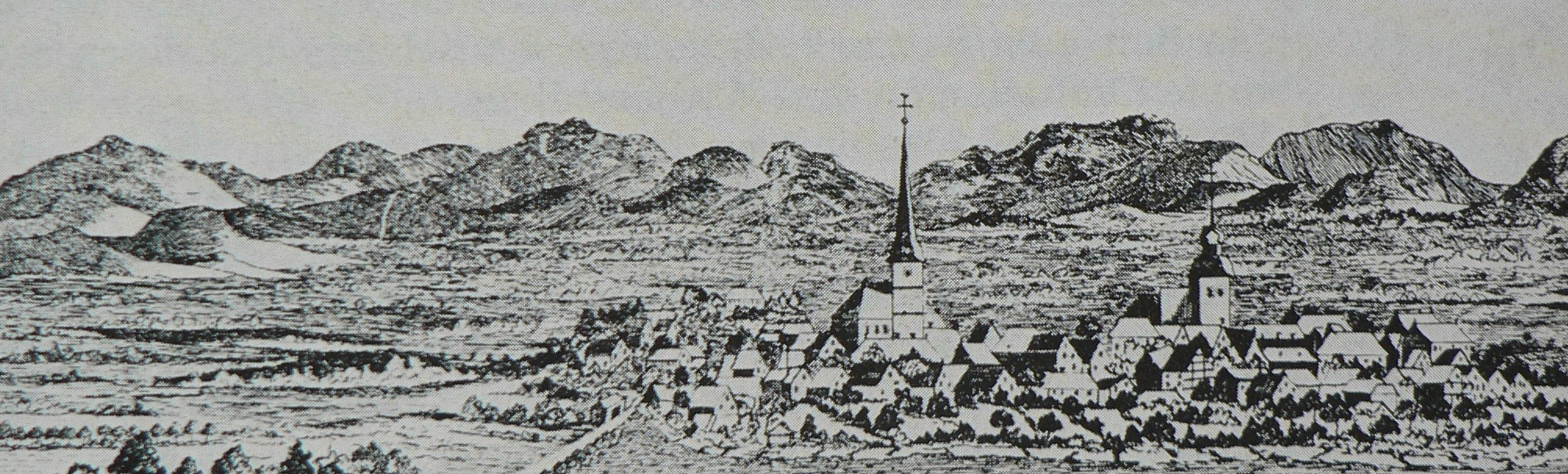
Melle vers 1700

Melle est mentionnée pour la première fois en 1169, et en 1443 l'évêque d'Osnabrück lui confère des privilèges. La ville fit partie du royaume de Hanovre, et fut intégrée dans la Prusse en 1866.

## Jumelages
La ville de Melle est jumelée avec :
- Eecke (France) depuis le 1er juillet 1993
- Melle (France) depuis le 8 mai 2010
- Cires-lès-Mello (France) depuis le 27 mai 1990
- Saint-Denis-Westrem (Belgique) depuis le 10 juin 1969
- Melle (Belgique) depuis le 12 octobre 2014
- Eke (Belgique) depuis le 1er juillet 1993
- Eiken (Suisse) depuis le 1er juillet 1993
- Bad Dürrenberg (Allemagne) depuis le 29 juin 1991
- Berlin-Reinickendorf (Allemagne) depuis le 7 mai 1988
- Resko (Pologne) depuis le 4 septembre 1960
- Jēkabpils (Lettonie) depuis le 5 septembre 1988
- Torjok (Russie) depuis le 6 septembre 1994
- Niğde (Turquie) depuis le 31 aout 1996

## Personnalités liées à la commune
- Hermann von der Hardt (1660-1746), historien et orientaliste.
- Albert Bitter (1848-1926), évêque né et mort à Melle.
- Hermann Meyer-Rabingen (1887-1961), général de corps d'armée allemand, Seconde Guerre mondiale.
- Karl Gossel (1892-1966), administrateur nazi et homme politique allemand de la CDU.
- Ilse Losa (1913-2006), né à Buer, morte à Porto au Portugal, est une écrivaine portugaise.
- Ludger Stühlmeyer (1961 -), cantor et organiste, musicologue, agrégé et compositeur allemand.